# Aleksandar Prijić
Aleksandar Aco Prijić (Tivat, 17. decembar 1920 — Nikšić, 5. februar 1986) bio je crnogorski slikar.

## Biografija
Školovao se u Herceg Novom, Beranama i Nikšiću. Rat je proveo u logorima u Bugarskoj, Rumuniji i Njemačkoj. Likovno obrazovanje stekao je poslije rata na Cetinju, prvo u Umjetničkom ateljeu Ministarstva prosvjete, a potom kod Mila Milunovića i Petra Lubarde.
Njegovo ime vezano je za formiranje značajnih likovnih i muzejskih institucija u Crnoj Gori. Bio je direktor muzeja NOB-a na Cetinju (1950—1959) i direktor Moderne galerije u Titogradu od 1959. godine do penzionisanja, 1978. godine.
Jedan je od osnivača ULUCG-a 1946. i SULUJ-a.
Bio je član prve crnogorske likovne grupe Trojica (sa Brankom Filom Filipovićem i Gojkom Berkuljanom).
Studijski je boravio u Italiji, Grčkoj i Francuskoj.
Bavio se likovnom kritikom koju je publikovao u štampi i katalozima izložbi.
Imao je preko dvadeset samostalnih i preko 150 kolektivnih izložbi u zemlji i inostranstvu. Samostalno je izlagao na Cetinju, u: Beogradu, Titogradu/Podgorici, Varšavi, Skoplju, Nikšiću, Herceg Novom, Novom Sadu, Vrbasu, Bariju, Leći, Budvi, Bar, Somboru, Tivatu... Učestvovao je na kolektivnih izložbama u: Njujorku, Rimu, Bariju, Parizu, Haseltu, Šarlroa, Turneu, Kopenhagenu, Moskvi, Kairu, Tripoliju, Aleksandriji, Bejrutu, Nikoziji, Ankari, Varni, Tuzli, Klagenfurtu, Ajzenahu, Minsku, Pekingu...
Dobitnik je značajnih nagrada za likovno stvaralaštvo i za društveno-politički rad, među kojima su: Nagrada Predsjedništva vlade NRCG, 1948; Trinaestojulska nagrada za slikarstvo, 1961. i 1965; Nagrada Salona 13. novembar, Cetinje, 1968; Nagrada oslobođenja Titograda, 1968; Nagrada AVNOJ-a, 1973. godine.
Njegovi radovi nalaze se u mnogim muzejima, galerijama i privatnim zbirkama u zemlji i inostranstvu.
Za vanrednog člana Crnogorske akademije nauka i umjetnosti izabran je 1. marta 1985. godine. Bio je potpredsjednik Odjeljenja za likovnu umjetnost CANU.
Umro u Nikšiću 5. februara 1986. godine.

## Literatura

#### Monografije
- Perović, Olga: pref. monog. ALEKSANDAR PRIJIĆ, NIO „Pobjeda”, Titograd, oktobar 1988.
- Perović, Olga: pref. monog. ALEKSANDAR – ACO PRIJIĆ, Muzeji i galerije Podgorice,
- Podgorica, 2011.
- Leksikon crnogorskih umjetnika 1946-2001, Ljiljana Zeković: Prijić Alaksandar, Udruženje
- likovnih umjetnika Crne Gore, Podgorica, 2001. str. 196-198.

#### Knjige
- Zarima, Anton: Crnogorski slikari i vajari, Književna opština Cetinje, Cetinje, 1986, str. 14, 15-16, 25-26, 27, 43, 46, 51-52, 61,67-68, 76-77, 83-85, 106-107,
- Vuković, Slobodan: Aleksandar Prijić, Danas nema provincije, u: Ljudi i vrijeme, Titograd, Univerzitetska riječ, 1986, str. 117-121.
- Adžić, Marija: Aleksandar prijić 192o-1986, Spomenica preminulih članova Akademije, Crnogorska akademija nauka i umjetnosti, Podgorica, 1994.
- Ćetković, Ratka: Likovni život : kritike, prikazi ičlanci 1970-1985, Centar savremene umjetnosti Crne Gore, Podgorica 1996, str. 36, 77, 91.
- Perović, Olga: Crnogorska umjetnost prve polovine XX vijeka, u: Ogledi i kritike, Centar savrmene umjetnosti, Podgorica, 1007, str. 163-167.
- Perović, Olga: Pejzaži iz snova i stvarnosti u: Likovna hronika: izbor iz Monitora 1993/1997, Monitor, Podgorica, 1998. str. 145-146.
- Marović, M. Milan: Miloš Vušković, u: Prostor/vrijeme/ trajanje, Crnogorska kritika, Centar savremene umetnosti Crne Gore, Galerija „Most”, Podgorica, 2000, str. 136-137.
- Radulović, Ognjen, Vrhovi savremene crnogorske umjetnosti, Centar savremene umjetnosti Crne Gore, Podgorica, 2004, str. 23-25.
- Vujošević, Nikola: Memento: Crnogorska moderna umjetnost, NIP Pobjeda, Podgorica, 2005, str. 205-211.
- Martinović, V. Niko: Aleksandar Prijić: Vitalni stvaralac širokih istraživanja, u: Crna Gora u slikarstvu XIX i XX vijeka, Oktoih, Podgorica, 2007, str. 161-167.
- Lompar, Mladen: Aleksandar Prijić, u: Crnogorsko slikarstvo, Atlas group, Podgorica, 2010, str. 104-107.
- Slovinić, Slobodan: Aleksandar Aco Prijić, retrospektiva, Moderna galerija, Podgorica, 22.12. 2011, u: Ars libris (1999-2012), Podgorica, 2013, str. 632 - 635.
- Likovne poetike članova Crnogorske akademije nauka i imjetnosti, priredila: Zeković, Ljiljana: Crnogorska akademik ja nauka i umjetnosti, Odjeljenje umjetnosti, Podgorica, 2015, Aleksandar Prijić, str. 213-238.
- Zeković, Ljiljana, Umjetnički muzej, Narodni muzej Crne Gore, Cetinje, 2017. str.122 - 123.

## Spoljašnje veze
- Trideset godina od smrti slikara Aleksandra Aca Prijića[мртва веза]
- Aleksandar Aco Prijić (1920—1986)
- Zašto smo nepravedno zapostavili slikara Aleksandra Prijića?